# جماعة المسلمين في ترينيداد وتوباغو
جماعة المسلمين هي جماعة إسلامية أصولية متطرفة في دولة ترينيداد وتوباغو.
المنظمة مسؤولة عن محاولة الانقلاب التي حدثت في يوليو 1990، والتي قاد فيها زعيمها، الإمام ياسين أبو بكر، أعضاء الجماعة في محاولة انقلاب علي حكومة ترينيداد وتوباغو التي لا تحظى بشعبية. على مدى ستة أيام، احتُجز أعضاء في الحكومة، بمن فيهم رئيس الوزراء آنذاك، إيه إن آر روبنسون، كرهائن تحت تهديد السلاح، بينما احتلت المجموعة محطة تلفزيونية والبرلمان، واندلعت الفوضى والنهب في شوارع العاصمة بورت أوف سبين.

## الأصول
خلفية تأسيس الحركة هي الوجود الواسع لعنصرية السود وتفوقهم، وتقسيم المجتمع على أساس العرق، وتجارة المخدرات غير المشروعة، وأيديولوجية الجهاد المتطرف. كانت الخطوة التالية هي تطوير خطاب إسلامي متشدد أصر على أن تحرير عرق الافرو الترينداديين و التوباجينيين بشكل خاص موجود فقط في نطاق الإسلام. ونتيجة لذلك، تأسست جماعة تسمى جماعة المسلمين (JAM)، وهي حركة مسلمة أفرو-ترينيدادية.

## محاولة الانقلاب
في يوليو 1990، اقتحم 42 متمردا البرلمان وأخذوا رئيس الوزراء آرثر نابليون رايموند روبنسون ومعظم موظفيه كرهائن. اقتحم اثنان وسبعون متمردًا مركزًا للشرطة المحلية، وفي الساعة 6:00 مساءً، قال ياسين أبو بكر، زعيم جيش المهدي، للجمهور إن الحكومة قد أطيح بها. خلال الحصار الذي استمر أربعة أيام وقتل فيه 24 شخصًا، وافقت جيش المهدي على الاستسلام مقابل العفو. مُنح أبو بكر و 114 من أتباعه عفوًا رئاسيًا، تم التراجع عنه لاحقًا، لكن لم يقضي أي من أعضاء جيش المهدي من الانقلاب عقوبة بالسجن فيما يتعلق بالهجوم.
أيد حكم محكمة اتفاق عفو حصلت عليه المجموعة أثناء سجن البرلمان من قبل المجموعة. أدى ذلك إلى عدم مقاضاة أعضائها على هذه الجريمة على الرغم من الزعم بأن استخدام الأسلحة والقوة للحصول على العفو المذكور يشكل إكراهًا. في أعقاب محاولة الانقلاب، انضمت علنًا أولاً إلى المؤتمر الوطني المتحد (في الفترة التي سبقت الانتخابات العامة لعام 1995 ) ولاحقًا مع الحركة الشعبية الوطنية (PNM)، الحزب الذي شكل حكومة جمهورية ترينيداد. وتوباغو حتى مايو 2010.

## جرائم أخرى
قبل تلك الانتخابات وبعدها، تم ربط الأعضاء الحاليين والسابقين بجرائم عنف خطيرة أو تمت مقاضاتهم. وتشمل هذه الجرائم القتل المرتبط بالمخدرات والعصابات والاغتصاب وسلسلة من عمليات الاختطاف من أجل فدية لأفراد من الطبقة العليا والمتوسطة المحلية. تتم حاليًا محاكمة زعيم التنظيم بتهمة التآمر لقتل العديد من أعضاء الجماعة السابقين الذين تحدثوا علنًا ضد جماعة المسلمين وممارساتها ، والذين يشتبه في أنهم أصبحوا شهودًا في الإجراءات القانونية ضد أعضائها.
في عام 2005 اشتبه في ارتباط المجموعة بسلسلة تفجيرات في العاصمة بورت أوف سبين. تم القبض على أحد أعضاء المجموعة في الولايات المتحدة لمحاولته شحن 70 بندقية هجومية من فورت لودرديل إلى ترينيداد.
تم التحقيق مع أبو بكر في عام 2007 عندما ربطت تقارير محاولة تفجير في مطار جون إف كينيدي (JFK) جيش المهدي بأحد الجناة، وهو مواطن ترينيدادي. وبحسب ما ورد طلب المشتبه بهم من أبو بكر المساعدة في تنفيذ هذه المؤامرة. أبو بكر وجاميه ينفيان أي صلة لهما بالمؤامرة.
في عام 2014، شارك أحد عشر عضوا في جيش المهدي في اغتيال دانا سيتاهال، عضو مجلس الشيوخ المستقل. أثناء المحاكمة، تم تسريب مذكرة استخباراتية للفرع الخاص تتضمن تقريرًا غير مؤكد على وسائل التواصل الاجتماعي. وأشار التقرير إلى أن سلطات إنفاذ القانون تخشى وقوع أعمال عنف من جانب جيش المهدي وسط تقارير تفيد بأن الجماعة ربما كانت تحرك أسلحتها استعدادًا لشن هجوم على مراكز الشرطة. ومع ذلك ، لم يحدث أي هجوم.
في 14 يوليو 2015، أطلق أعضاء جيش المهدي هروبًا مسلحًا من القتلة المشتبه بهم في قضية سيتاهال. خلال تبادل لإطلاق النار قتل ضابط شرطة وأحد أعضاء جيش المهدي.
لقد تضاءل نفوذ جيش المهدي وأبو بكر إلى حد ما منذ ظهور الوعي العام بداعش في المنطقة. وقد أعلن 89 ترينيدادي وتوباغوني ولائهم للجماعة وحاولت مجموعة من الجهاديين السلفيين اغتيال رئيس الوزراء. [7]
انهار أبو بكر وتوفي في منزله في 21 أكتوبر 2021 عن عمر يناهز الثمانين.